# Calico (California)
Calico es un pueblo fantasma ubicado en el Condado de San Bernardino, California, Estados Unidos.  Se encuentra en las montañas Calico en el desierto de Mojave, región perteneciente al sur de California, fue fundado en 1881 como una ciudad minera de plata. Actualmente es un parque estatal llamado Pueblo Fantasma de Calico. Se ubica a 3 millas de Barstow y de la ciudad de Yermo. Letras gigantes que dicen CALICO pueden ser observadas sobre la punta de las montañas desde la carretera, justo detrás del pueblo fantasma. Walter Knott adquirió Calico en la década de 1950 y restauró todos los edificios de la ciudad (exceptuando 5 de ellos que permanecen con su arquitectura original) para que lucieran como en la década de 1880. Calico recibió la marca histórica de California #782, y en 2005 fue declarada por el entonces gobernador, Arnold Schwarzenegger,  como La Ciudad Fantasma de la Fiebre de la Plata.

## Historia

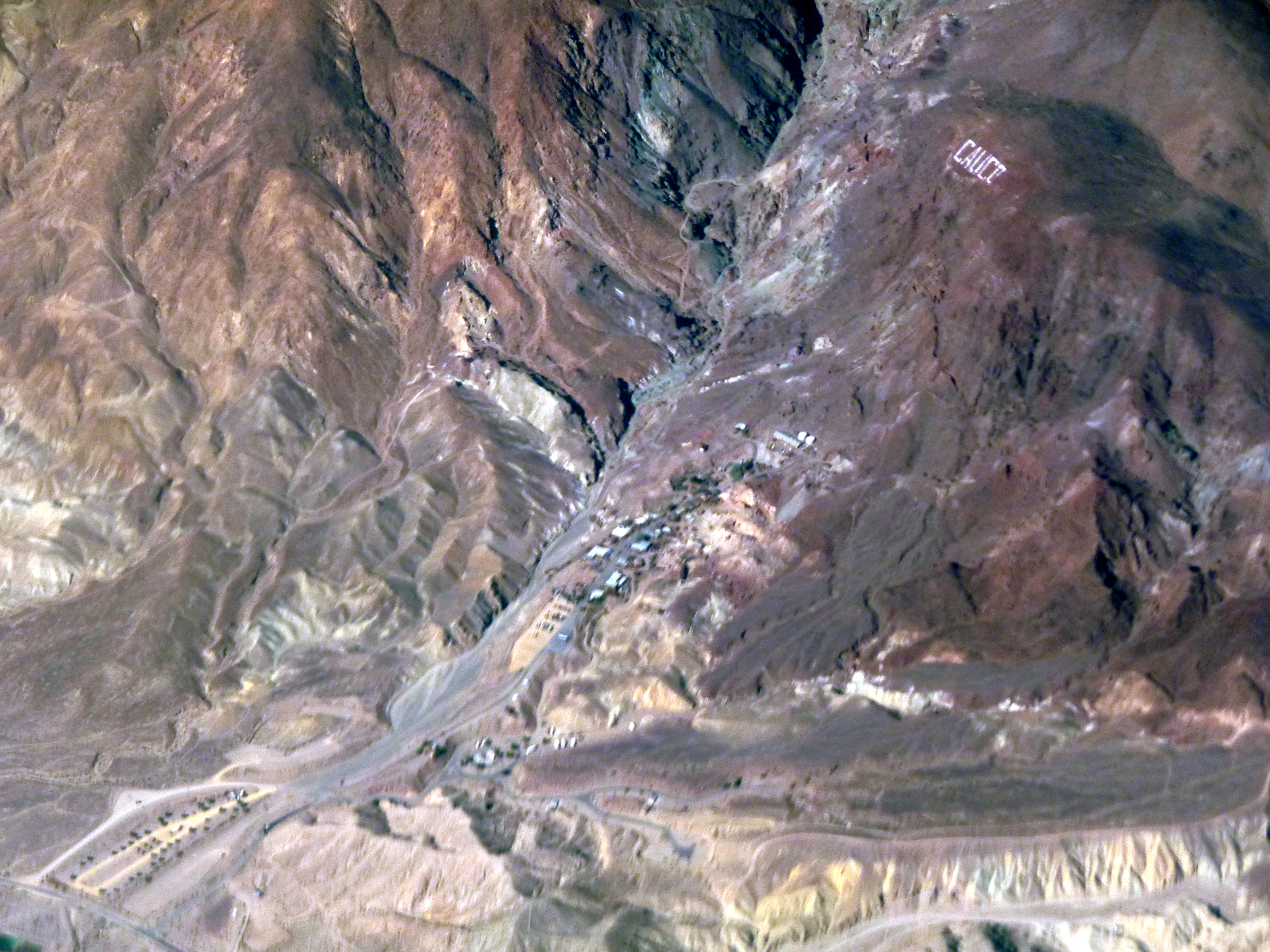
Vista aérea de Calico, con las letras gigantes visibles.

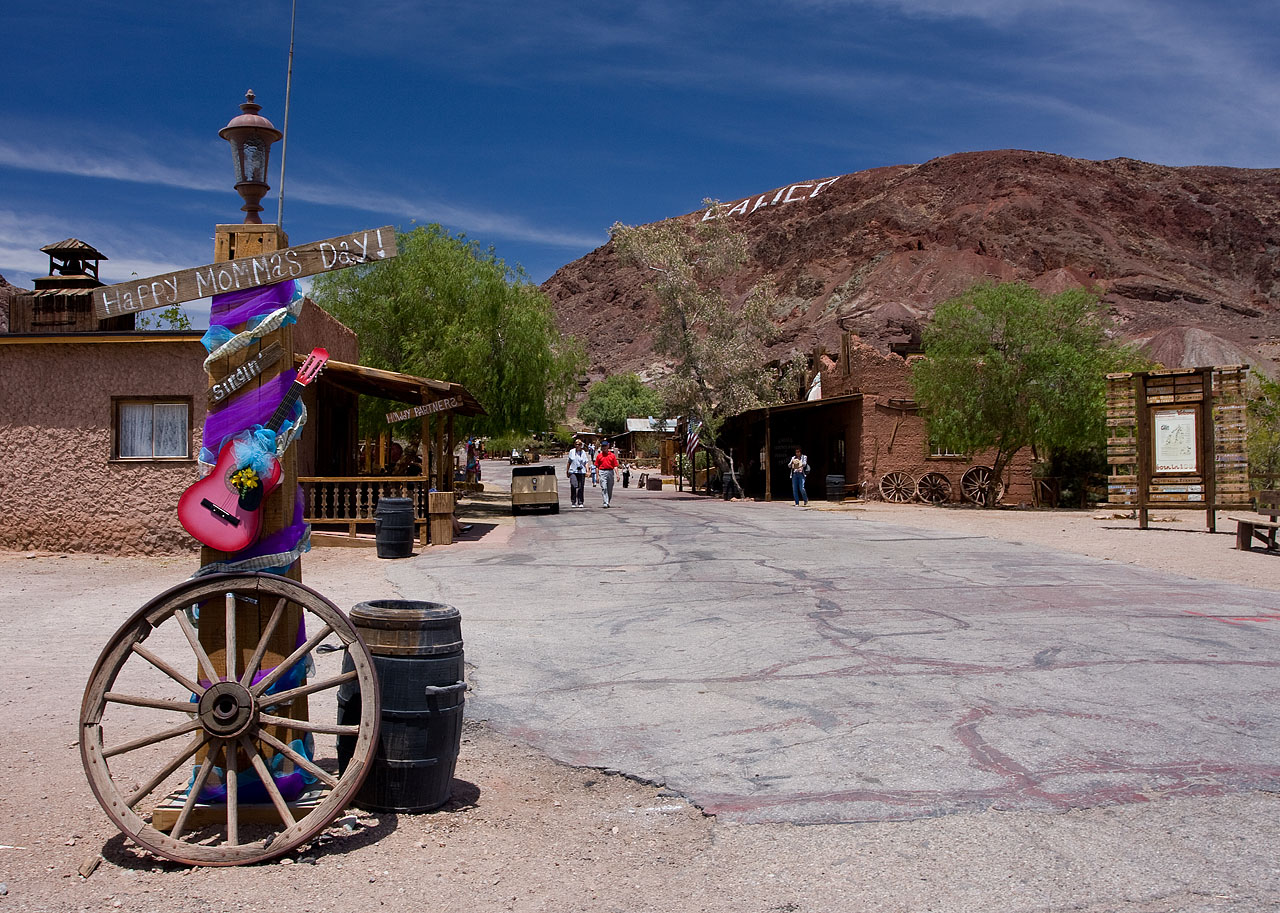
Calico

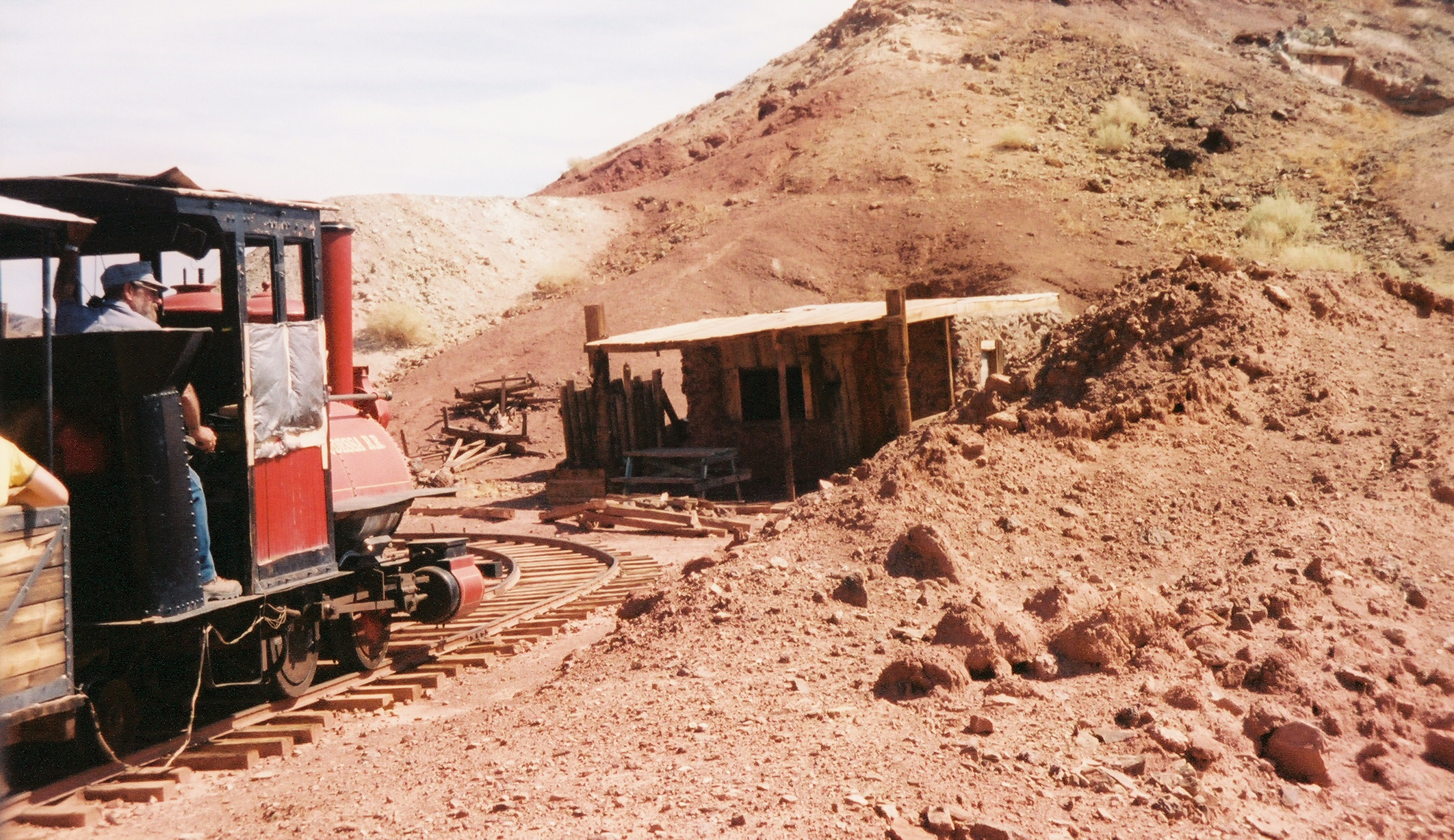
Ferrocarril de Calico y Odessa

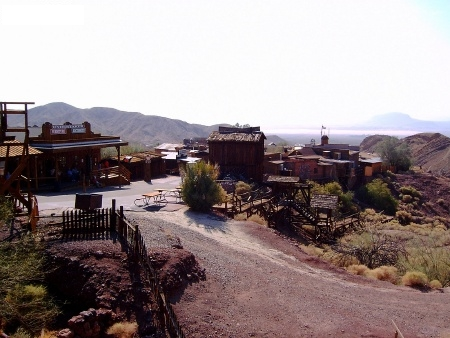
Calico en la mañana

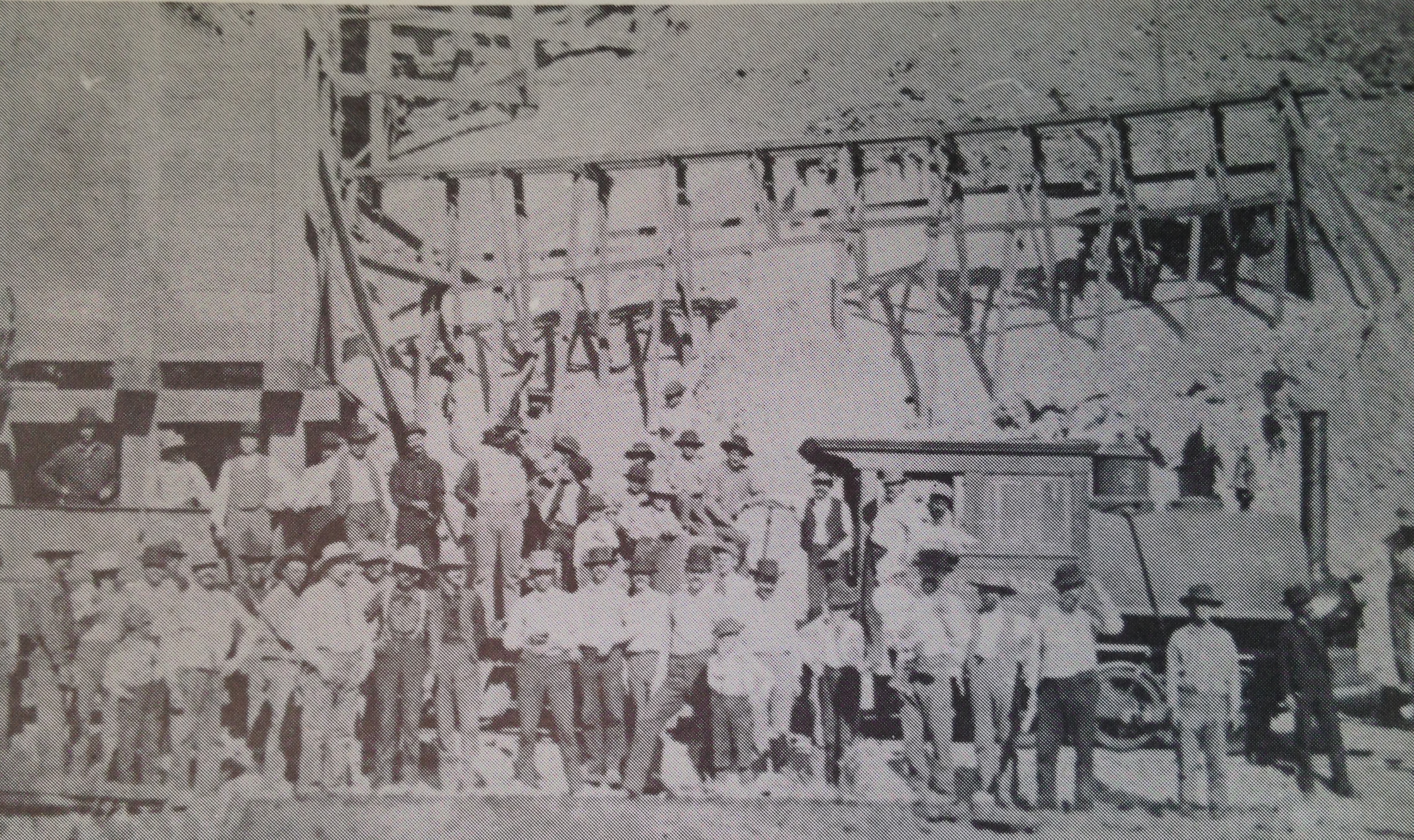
Equipo original de minería.

En 1881 cuatro exploradores se retiraban de la Estación de Grapevine (hoy en día Barstow, California) por un pico de la montaña hacia el noroeste. Describieron dicho pico como "el pico de Calico" al igual que el pueblo. Los cuatro exploradores descubrieron plata en la montaña y abrieron la mina "El rey de la Plata", que fue la mina con mayor producción de California a mediados de la década de 1880. Una oficina de correo fue instalada en 1882, también una imprenta y un periódico semanal. La ciudad pronto tuvo tres hoteles, cinco tiendas de artículos diversos, una carnicería, bares, burdeles, tres restaurantes y pensiones. El condado estableció un distrito escolar y un recinto de votación. La ciudad también contaba con un ayudante del sheriff y dos policías, dos abogados y un juez de paz, cinco comisionados, y dos médicos. También había una oficina de Wells Fargo y servicios de teléfono y telégrafo. En su apogeo de producción de plata entre 1883 y 1885, Calico llegó a tener más de 500 minas y una población de 1200 habitantes. Los trabajadores locales eran enterrados en el cementerio de Boot Hill.
El descubrimiento del borato mineral colemanita en las montañas Calico pocos años después del asentamiento de la ciudad, también apoyó en la riqueza de Calico. Para 1890 el estimado de población en la ciudad era de 3500, con gente proveniente de China, Inglaterra, Irlanda, Grecia, Francia, y Holanda al lado de la población Americana. En el mismo año, la ley federal, Sherman Silver Purchase Act, fue promulgada, con lo cual el valor de la plata cayó. En 1896, su valor bajó hasta $0,57 dólares por onza; por lo tanto, las minas de plata de Calico ya no eran económicamente viables. La oficina postal fue cerrada en 1898, y la escuela también cerró poco tiempo después. Para el cambio de siglo, Calico era ya un pueblo fantasma, y con el final de la minería de bórax en la región, para 1907 la ciudad fue completamente abandonada.[cita requerida] Muchos edificios originales fueron movidos hacia Barstow, Daggett y Yermo.
Un intento por revivir la ciudad se dio en 1915, por medio de una planta de cianuro que fue construida para recuperar plata de los depósitos no procesados de la mina. Walter Knott y su esposa Cordelia, fundadores del rancho Knott's Berry Farm en Newberry Springs. Knott ayudó a construir los tanques de cianuro de madera roja para la planta. En 1951, Knott adquirió el pueblo y lo comenzó a restaurar hasta sus condiciones originales usando viejas fotos como referencia. Contrató un empleado a tiempo completo llamado "Calico Fred" Noller como cuidador. En el año de 1966, Knott donó la ciudad al condado de San Bernardino y así Calico se convirtió en un parque estatal regional.
En 2012 Calico se convirtió en el primer pueblo fantasma en Estados Unidos de América en ser reabierto para fines residenciales; a sólo 100 metros de la ciudad fantasma, se construyeron seis lujosas residencias con valor de $4,5 millones de dólares.[cita requerida]

## Actualidad
Calico se ha restaurado como lo fue en su apogeo, a pesar de que muchos de los edificios originales fueron demolidos y reemplazados con arquitectura victoriana y falsas fachadas que los turistas relacionan con temas del viejo oeste. La mayoría de los edificios restaurados y nuevos son de madera con una arquitectura simple, rústica y un aspecto severamente erosionado. Algunas estructuras aún son de los años originales de la ciudad, como es el caso de: el salón Lil; la oficina del pueblo; la casa de Lucy Lane, la cual es ahora el museo principal, pero que antes era la oficina postal de la ciudad y el palacio de justicia; la galería de Smitty; la tienda principal y el salón Joe. Existe también una réplica de la escuela en donde se encontraba la original.  Lo que alguna vez fueron las casas de la población china, son sólo ruinas actualmente.
En noviembre de 1962, el pueblo fantasma de Calico fue registrado con la marca histórica de California #782,<http://geonames.usgs.gov/apex/f?p=gnispq:3:0::NO::P3_FID:1660414> En 2002, Calico rivalizó con Bodie en el Condado de Mono para ser reconocida como la ciudad fantasma oficial del estado. En 2005, se llegó a un acuerdo donde el senado y la asamblea del estado acordaron declarar Bodie como el pueblo fantasma oficial de la fiebre del oro, mientras que Calico fue declarado como el pueblo fantasma oficial de la fiebre de la plata.
Actualmente, el parque realiza viajes turísticos a las minas, espectáculos de acrobacias con tiroteo, bateo de oro, hay varios restaurantes, el histórico ferrocarril de vía estrecha de Calico y Odessa y una serie de tiendas de recuerdos. Está abierto al público todos los días del año, exceptuando Navidad, se requiere un pago a la entrada del parque. Adicionalmente, se requieren más cuotas para las demás atracciones dentro del parque. Durante la noche se puede incluso acampar. Existen eventos especiales que se celebran durante todo el año, incluyendo el Festival de Primavera, en mayo, los días de Calico, a principios de octubre, y la ciudad embrujada, a finales de octubre.
El cementerio de Calico, el cual alberga entre 96 y 130 tumbas, tuvo entierros en los siglos 20 y 21.

## Galería de Imágenes

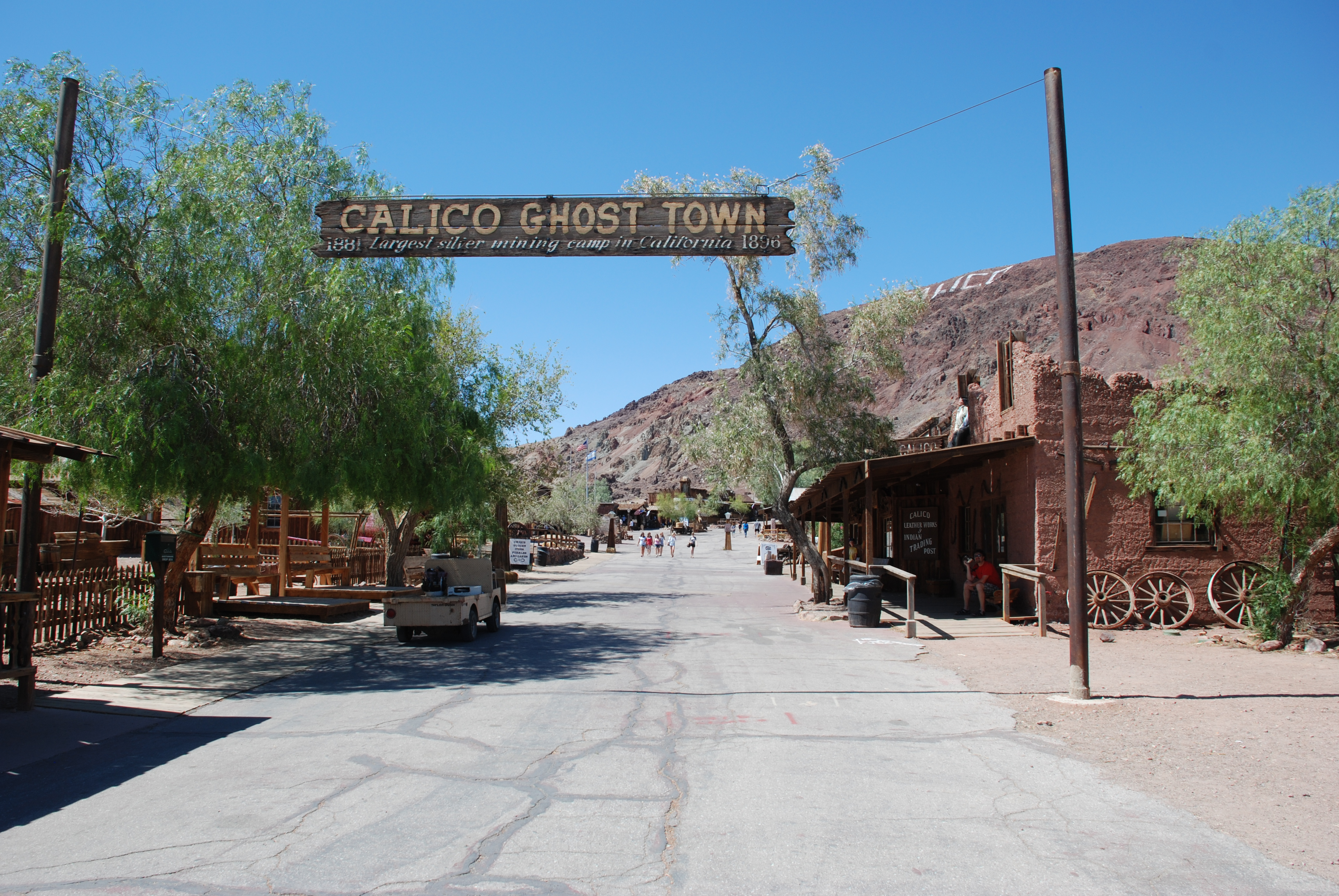
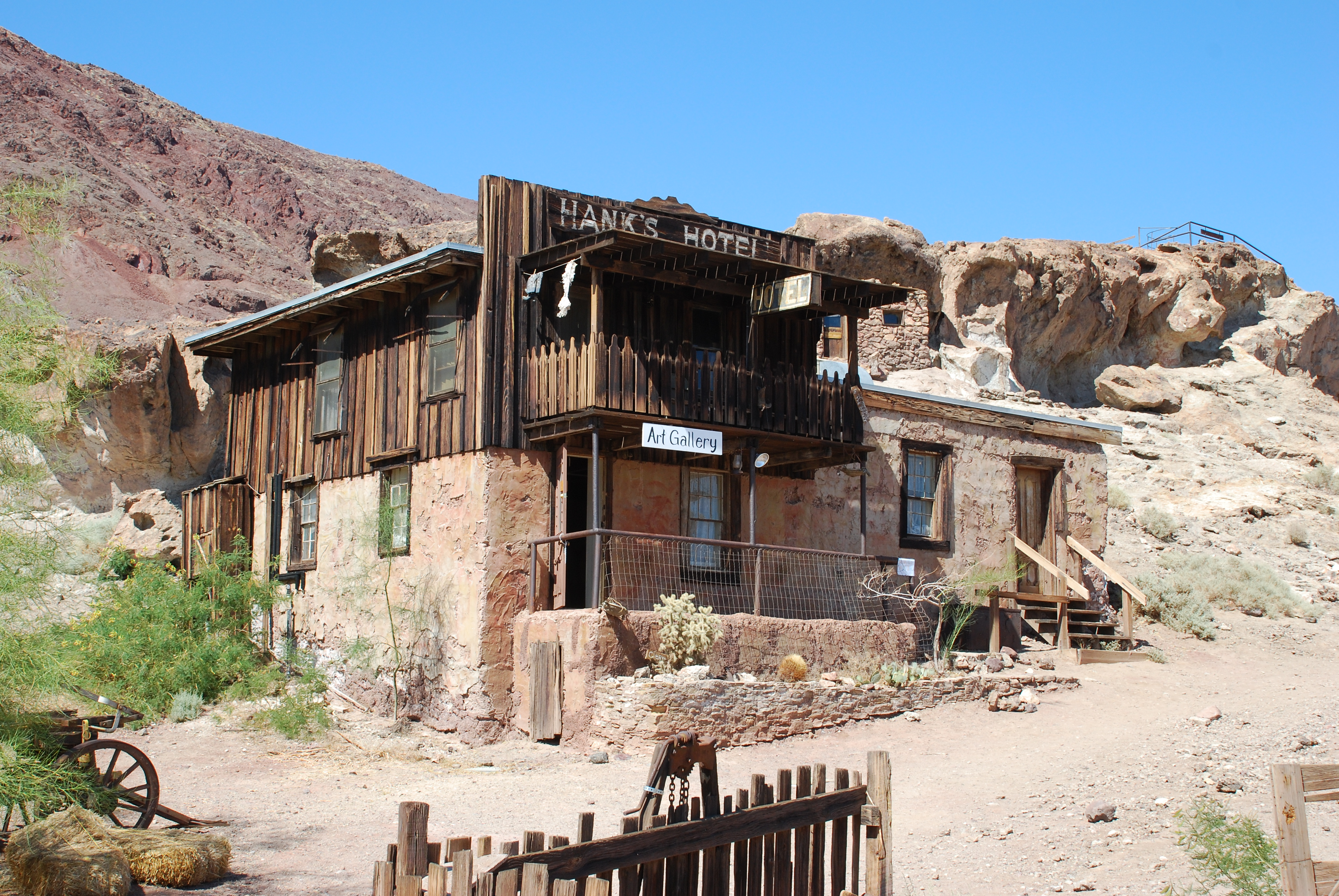
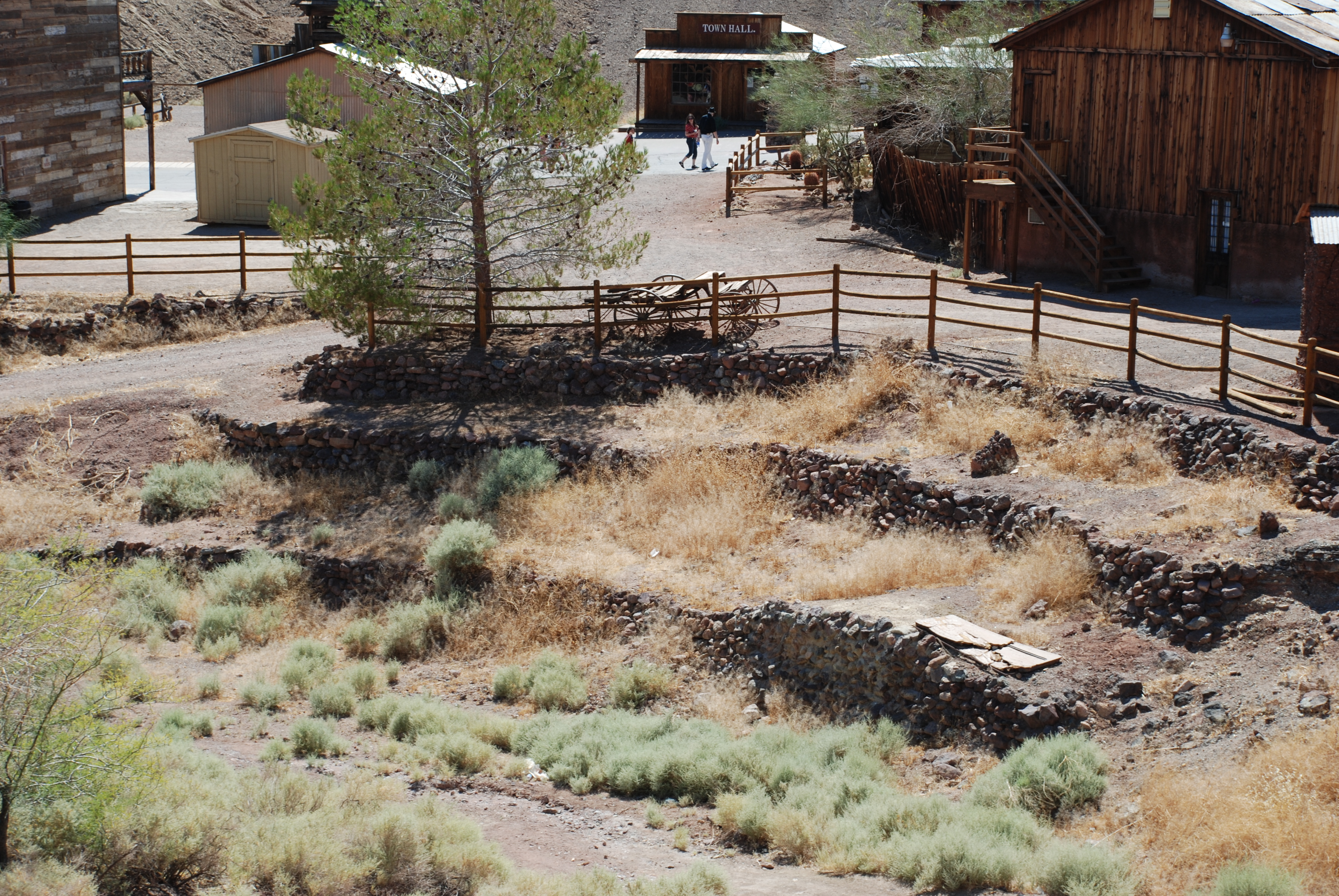
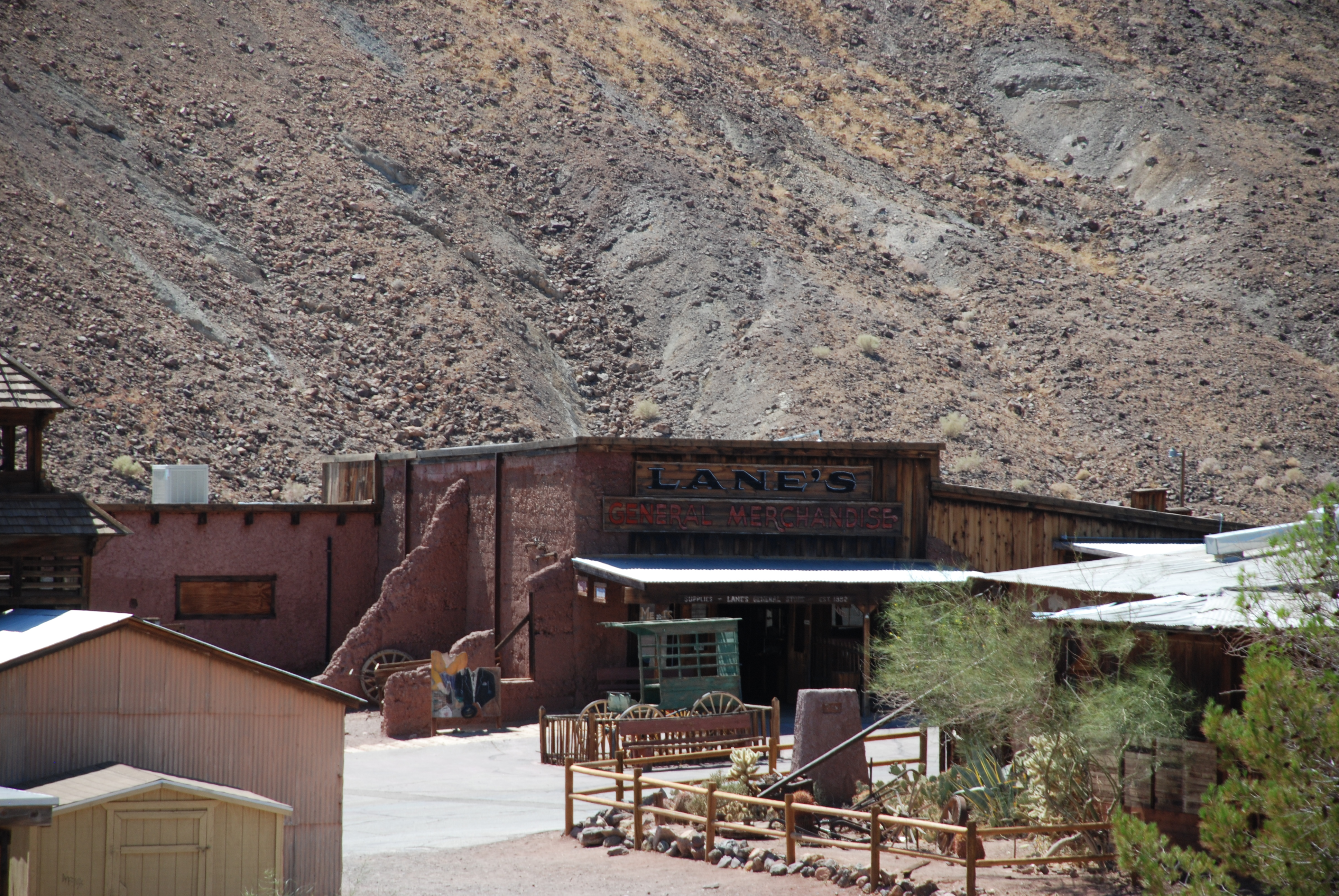
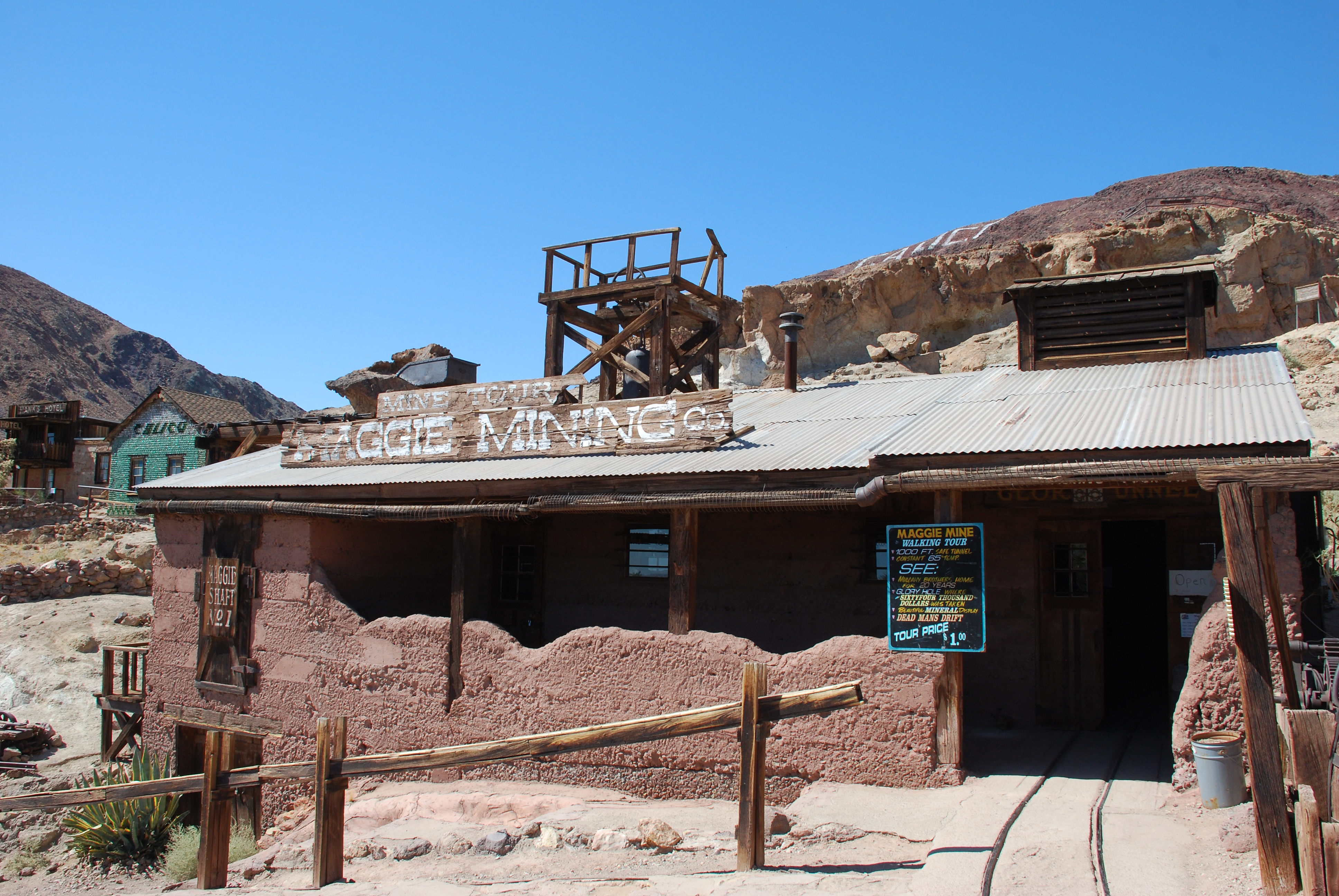
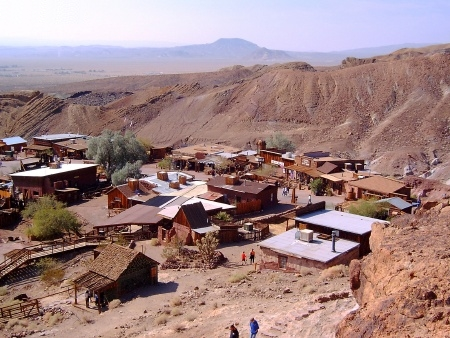
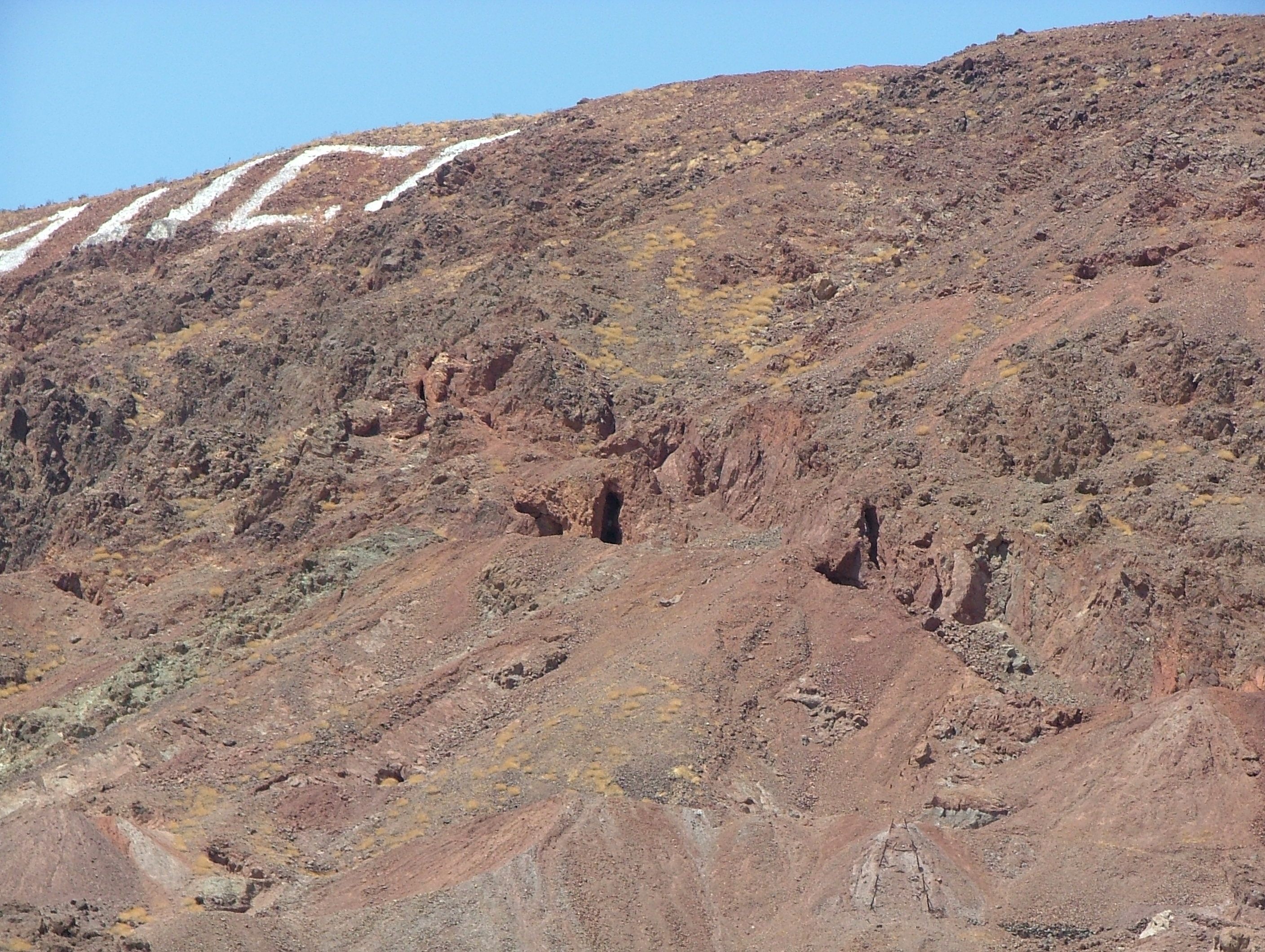
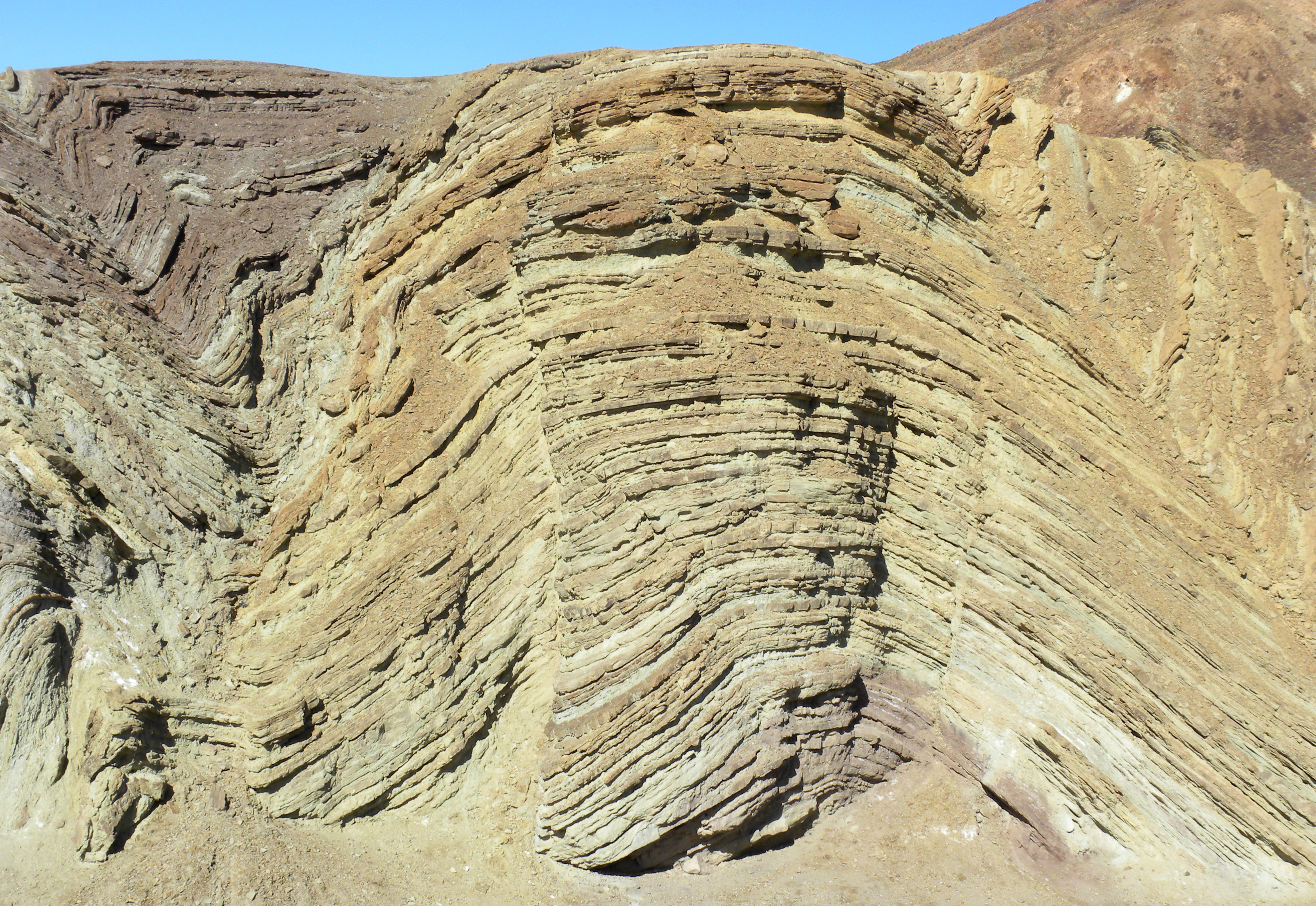
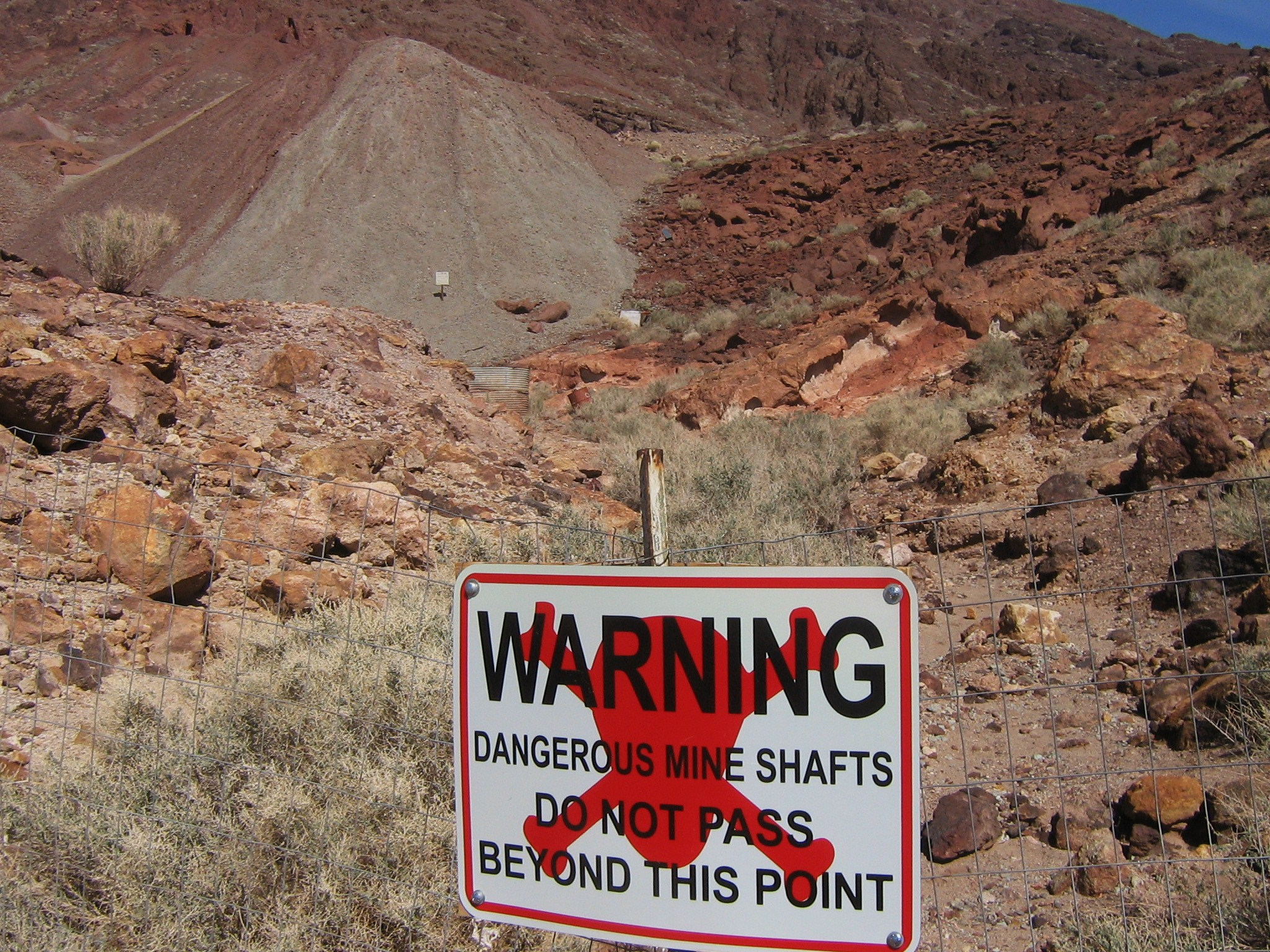
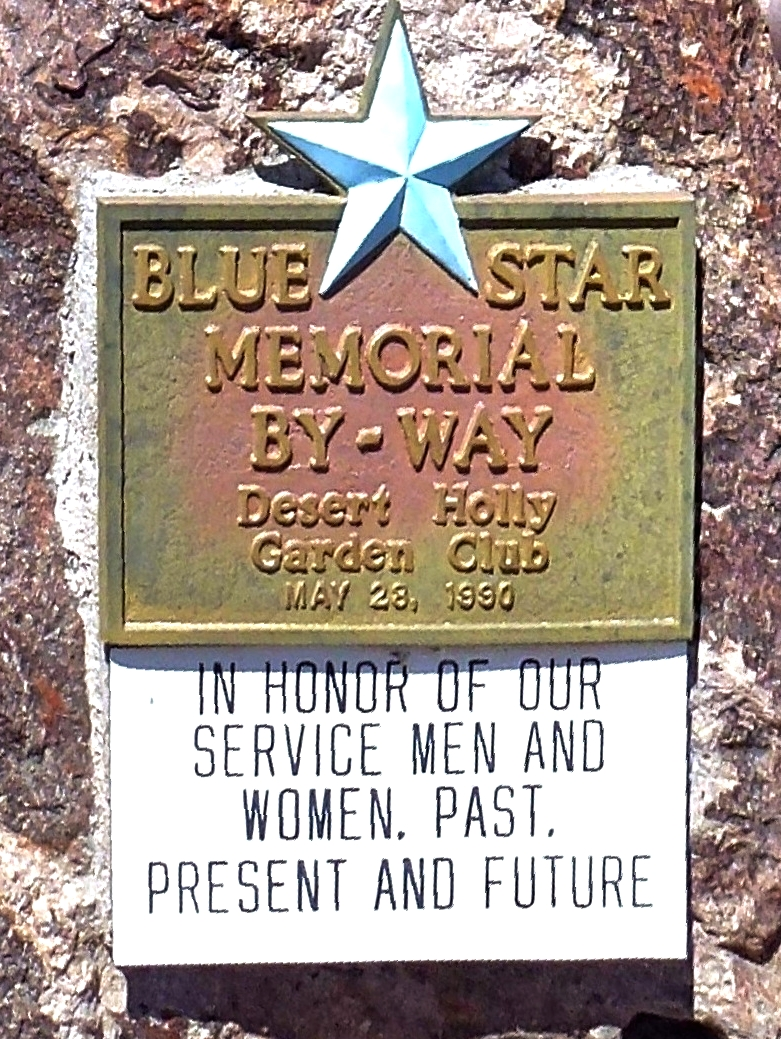

## Cultura Popular
- La ciudad fue base para el álbum The Ballad of Calico del grupo Kenny Rogers and the First Edition.
- Gutter Anthems en su álbum del 2009, Celtic Fusion band Enter the Haggis, tuvo una canción acerca de "La ciudad fantasma de Calico".
- La autora de cuentos infantiles, Susan Lendroth, realizó un libro ilustrado llamado "Calico Dorsey, Mail Dog of the Mining Camps", basado en la historia verdadera de un perro que llevaba el correo entre Calico y el este de Calico durante 1885.
- Calico fue el lugar de grabación para las últimas escenas de la película "The Prowler" (1951), protagonizada por Van Heflin y Evelyn Keyes.
- Gorillaz realizó su video musical para  Stylo (song) en Calico.
- Calico es mencionado en la canción de "Swansea", de la cantante Joanna Newsom.
- Calico fue la base para la ciudad enterrada en el videojuego de Call of Duty: Black Ops II.
- Calico es mencionado en la canción "Calico" del cantante DPR Ian como tema principal.